# هوكي الميدان في الألعاب الأولمبية الصيفية 2020 - سيدات
كانت بطولة هوكي الحقل للسيدات في دورة الألعاب الأولمبية الصيفية 2020 هي النسخة الحادية عشرة من حدث الهوكي الحقل للسيدات في الألعاب الأولمبية الصيفية. عُقد في الفترة من 24 يوليو إلى 6 أغسطس 2021. تم لعب جميع المباريات على ملعب أوي للهوكي في طوكيو باليابان.
كان من المقرر أصلاً عقدها في الفترة من 25 يوليو إلى 7 أغسطس 2020، ولكن في 24 مارس 2020، تم تأجيل الألعاب الأولمبية إلى عام 2021 بسبب وباء COVID-19. بسبب هذا الوباء، تم لعب الألعاب خلف أبواب مغلقة.
فازت هولندا باللقب الرابع بعد فوزها في النهائي 3-1 على الأرجنتين. فازت المدافعة عن اللقب بريطانيا العظمى بالميدالية البرونزية بعد فوزها على الهند 4-3 في مباراة الميدالية البرونزية.

## جدول المسابقة
| م | المجموعات | ¼ | ربع النهائي | ½ | نصف النهائي | ب | مبارة الميدالية البرونزية | ن | مبارة الميدالية الذهبية |

| السبت 24 | الأحد 25 | الاثنين 26 | الثلاثاء 27 | الأربعاء 28 | الخميس 29 | الجمعة 30 | السبت 31 | الأحد 1 | الاثنين 2 | الثلاثاء 3 | الأربعاء 4 | الخميس 5 | الخميس 5 | الجمعة 6 | الجمعة 6 |
| -------- | -------- | ---------- | ----------- | ----------- | --------- | --------- | -------- | ------- | --------- | ---------- | ---------- | -------- | -------- | -------- | -------- |
| م        | م        | م          |             | م           | م         | م         | م        |         | ¼         |            | ½          |          |          | ب        | ن        |

## تنسيق المنافسة
تم تقسيم الفرق الإثني عشر في البطولة إلى مجموعتين من ستة، حيث يلعب كل فريق في البداية مباريات روبن داخل مجموعته. بعد الانتهاء من مرحلة المجموعات، تقدمت الفرق الأربعة الأولى من كل مجموعة إلى الدور ربع النهائي. التقى الفائزان في نصف النهائي في مباراة الميدالية الذهبية، فيما لعب الخاسرون في نصف النهائي في مباراة الميدالية البرونزية.

## مؤهل
تلقى كل بطل قاري من خمسة اتحادات مقعدا تلقائيًا. تأهلت اليابان كدولة مضيفة تلقائيًا. تأهلت الفرق الأخرى من خلال التصفيات الأولمبية للسيدات 2019.
| الحدث                             | التواريخ                  | الموقع(المواقع) | الحصة | التصفيات                                                             |
| --------------------------------- | ------------------------- | --------------- | ----- | -------------------------------------------------------------------- |
| البلد المضيف                      | —                         | —               | 1     | اليابان                                                              |
| دورة الألعاب الآسيوية 2018        | 19 أغسطس – 1 سبتمبر 2018  | جاكرتا          | –     | –1                                                                   |
| ألعاب عموم أمريكا 2019            | 29 يوليو – 9 أغسطس 2019   | ليما            | 1     | الأرجنتين                                                            |
| التصفيات الأولمبية الأفريقية 2019 | 12-18 أغسطس 2019          | ستيلينبوش       | 1     | جنوب إفريقيا                                                         |
| بطولة يوروهوكي 2019               | 17-25 أغسطس 2019          | أنتويرب         | 1     | هولندا                                                               |
| كأس أوقيانوسيا 2019               | 5-8 سبتمبر 2019           | روكهامبتون      | 1     | نيوزيلندا                                                            |
| التصفيات الأولمبية 2019 FIH       | 25 أكتوبر – 3 نوفمبر 2019 | مختلف           | 7     | أستراليا الصين ألمانيا بريطانيا العظمى الهند جمهورية أيرلندا إسبانيا |
| المجموع                           | المجموع                   | المجموع         | 12    |                                                                      |

^1 – اليابان تأهلت بصفتها البلد المضيف وكبطل لبطولة الاتحاد الآسيوي، لذلك تمت إضافة هذه الحصة إلى تصفيات FIH الأولمبية بدلاً من الذهاب إلى وصيف البطولة.

## الحكام
في 11 سبتمبر 2019، عين الاتحاد الدولي للهوكي 14 حكماً.
- Carolina de la Fuente (ARG)
- Irene Presenqui (ARG)
- Aleisha Neumann (AUS)
- Laurine Delforge (BEL)
- Liu Xiaoying (CHN)
- Michelle Meister (GER)
- Sarah Wilson (GBR)
- Emi Yamada (JPN)
- Amber Church (NZL)
- Kelly Hudson (NZL)
- Michelle Joubert (RSA)
- Annelize Rostron (RSA)
- Ayanna McClean (TTO)
- Maggie Giddens (USA)

## مرحلة المجموعات
تم الإعلان عن المجموعات في 23 نوفمبر 2019.
جميع الأوقات بالتوقيت المحلي (UTC + 9).  

### المجموعة أ
| م | الفريق          | لعب | ف | ت | خ | أ.له | أ.ع | أ.ف | نقاط | التأهل      |
| - | --------------- | --- | - | - | - | ---- | --- | --- | ---- | ----------- |
| 1 | هولندا          | 5   | 5 | 0 | 0 | 18   | 2   | +16 | 15   | ربع النهائي |
| 2 | ألمانيا         | 5   | 4 | 0 | 1 | 13   | 7   | +6  | 12   | ربع النهائي |
| 3 | بريطانيا العظمى | 5   | 3 | 0 | 2 | 11   | 5   | +6  | 9    | ربع النهائي |
| 4 | الهند           | 5   | 2 | 0 | 3 | 7    | 14  | −7  | 6    | ربع النهائي |
| 5 | جمهورية أيرلندا | 5   | 1 | 0 | 4 | 4    | 11  | −7  | 3    |             |
| 6 | جنوب إفريقيا    | 5   | 0 | 0 | 5 | 5    | 19  | −14 | 0    |             |

| 24 يوليو 2021 20:45 v |

| هولندا                                                                            | 5–1    | الهند    |
| --------------------------------------------------------------------------------- | ------ | -------- |
| فيليس ألبرز 6'، 43' · مارخو فان خيفين 33' · فريدريك ماتلا 45' · Van Maasakker 52' | Report | Rani 10' |

| North Pitch الحكام: Carolina de la Fuente (ARG) Amber Church (NZL) |

| 24 يوليو 2021 21:15 v |

| جمهورية أيرلندا        | 2–0    | جنوب إفريقيا |
| ---------------------- | ------ | ------------ |
| Upton 9' · Torrans 45' | Report |              |

| South Pitch الحكام: Kelly Hudson (NZL) Emi Yamada (JPN) |

| 25 يوليو 2021 09:30 v |

| بريطانيا العظمى | 1–2    | ألمانيا                    |
| --------------- | ------ | -------------------------- |
| سارة جونز ‏ 13'  | Report | Huse 24' · Stapenhorst 33' |

| North Pitch الحكام: Liu Xiaoying (CHN) Irene Presenqui (ARG) |

| 26 يوليو 2021 10:00 v |

| هولندا                                                                 | 4–0    | جمهورية أيرلندا |
| ---------------------------------------------------------------------- | ------ | --------------- |
| فيليس ألبرز 8' · Pheninckx 49' · لوريان لورينك 50' · فريدريك ماتلا 56' | Report |                 |

| South Pitch الحكام: Michelle Meister (GER) Liu Xiaoying (CHN) |

| 26 يوليو 2021 18:30 v |

| جنوب إفريقيا | 1–4    | بريطانيا العظمى                               |
| ------------ | ------ | --------------------------------------------- |
| Walraven 6'  | Report | Rayer 29'، 50' · Toman 39' · لورا أونسورث 40' |

| North Pitch الحكام: Carolina de la Fuente (ARG) Maggie Giddens (USA) |

| 26 يوليو 2021 21:15 v |

| ألمانيا                   | 2–0    | الهند |
| ------------------------- | ------ | ----- |
| Lorenz 12' · آن شرودر 35' | Report |       |

| South Pitch الحكام: Sarah Wilson (GBR) Emi Yamada (JPN) |

| 28 يوليو 2021 09:30 v |

| هولندا                                                                       | 5–0    | جنوب إفريقيا |
| ---------------------------------------------------------------------------- | ------ | ------------ |
| فريدريك ماتلا 16'، 35' · مارلوس كيتيلس 42' · فيليس ألبرز 52' · Verschoor 55' | Report |              |

| North Pitch الحكام: Amber Church (NZL) Ayanna McClean (TTO) |

| 28 يوليو 2021 10:00 v |

| بريطانيا العظمى                               | 4–1    | الهند        |
| --------------------------------------------- | ------ | ------------ |
| Martin 2'، 19' · ليلي أوسلي 41' · Balsdon 57' | Report | Sharmila 23' |

| South Pitch الحكام: Laurine Delforge (BEL) Aleisha Neumann (AUS) |

| 28 يوليو 2021 12:15 v |

| ألمانيا                                    | 4–2    | جمهورية أيرلندا           |
| ------------------------------------------ | ------ | ------------------------- |
| ليزا هان 10'، 40' · Pieper 20' · Hauke 55' | Report | Tice 42' · McLoughlin 51' |

| South Pitch الحكام: Michelle Joubert (RSA) Sarah Wilson (GBR) |

| 29 يوليو 2021 19:00 v |

| بريطانيا العظمى | 0–1    | هولندا            |
| --------------- | ------ | ----------------- |
|                 | Report | فريدريك ماتلا 13' |

| South Pitch الحكام: Michelle Joubert (RSA) Aleisha Neumann (AUS) |

| 30 يوليو 2021 09:30 v |

| جنوب إفريقيا | 1–4    | ألمانيا                                          |
| ------------ | ------ | ------------------------------------------------ |
| Marks 53'    | Report | ليزا هان 2'، 24' · Zimmermann 10' · آن شرودر 49' |

| North Pitch الحكام: Emi Yamada (JPN) Maggie Giddens (USA) |

| 30 يوليو 2021 11:45 v |

| جمهورية أيرلندا | 0–1    | الهند       |
| --------------- | ------ | ----------- |
|                 | Report | Navneet 57' |

| North Pitch الحكام: Aleisha Neumann (AUS) Annelize Rostron (RSA) |

| 31 يوليو 2021 12:15 v |

| الهند                           | 4–3    | جنوب إفريقيا                         |
| ------------------------------- | ------ | ------------------------------------ |
| Vandana 4'، 17'، 49' · Neha 32' | Report | Glasby 15' · Hunter 30' · Marais 39' |

| South Pitch الحكام: Amber Church (NZL) Liu Xiaoying (CHN) |

| 31 يوليو 2021 18:30 v |

| ألمانيا        | 1–3    | هولندا                                   |
| -------------- | ------ | ---------------------------------------- |
| Zimmermann 23' | Report | فريدريك ماتلا 8'، 56' · ليدفاي فيلتن 14' |

| North Pitch الحكام: Irene Presenqui (ARG) Kelly Hudson (NZL) |

| 31 يوليو 2021 20:45 v |

| جمهورية أيرلندا | 0–2    | بريطانيا العظمى           |
| --------------- | ------ | ------------------------- |
|                 | Report | Townsend 17' · Martin 32' |

| North Pitch الحكام: Carolina de la Fuente (ARG) Emi Yamada (JPN) |

### المجموعة ب
| م | الفريق      | لعب | ف | ت | خ | أ.له | أ.ع | أ.ف | نقاط | التأهل      |
| - | ----------- | --- | - | - | - | ---- | --- | --- | ---- | ----------- |
| 1 | أستراليا    | 5   | 5 | 0 | 0 | 13   | 1   | +12 | 15   | ربع النهائي |
| 2 | إسبانيا     | 5   | 3 | 0 | 2 | 9    | 8   | +1  | 9    | ربع النهائي |
| 3 | الأرجنتين   | 5   | 3 | 0 | 2 | 8    | 8   | 0   | 9    | ربع النهائي |
| 4 | نيوزيلندا   | 5   | 2 | 0 | 3 | 8    | 7   | +1  | 6    | ربع النهائي |
| 5 | الصين       | 5   | 2 | 0 | 3 | 9    | 16  | −7  | 6    |             |
| 6 | اليابان (H) | 5   | 0 | 0 | 5 | 6    | 13  | −7  | 0    |             |

| 25 يوليو 2021 10:00 v |

| أستراليا                                        | 3–1    | إسبانيا           |
| ----------------------------------------------- | ------ | ----------------- |
| Malone 31' · إميلي سميث ‏ 32' · غريس ستيوارت 37' | Report | بياتريس بيريز 33' |

| South Pitch الحكام: Michelle Joubert (RSA) Annelize Rostron (RSA) |

| 25 يوليو 2021 11:45 v |

| اليابان                                   | 3–4    | الصين                                  |
| ----------------------------------------- | ------ | -------------------------------------- |
| Nomura 21' · Y. Nagai 31' · H. Nagai 45+' | Report | Gu 10'، 35' · Zhang Y. 20' · Liang 52' |

| North Pitch الحكام: Ayanna McClean (TTO) Michelle Meister (GER) |

| 25 يوليو 2021 12:15 v |

| نيوزيلندا                                | 3–0    | الأرجنتين |
| ---------------------------------------- | ------ | --------- |
| كيلسي سميث 35' · Ralph 40' · Pearson 54' | Report |           |

| South Pitch الحكام: Sarah Wilson (GBR) Maggie Giddens (USA) |

| 26 يوليو 2021 12:15 v |

| أستراليا                                                                              | 6–0    | الصين |
| ------------------------------------------------------------------------------------- | ------ | ----- |
| إميلي سميث ‏ 16'، 22' · Peris 31' · Malone 54' · ستيفاني كيرشاو 56' · غريس ستيوارت 58' | Report |       |

| South Pitch الحكام: Amber Church (NZL) Laurine Delforge (BEL) |

| 26 يوليو 2021 19:00 v |

| الأرجنتين                                             | 3–0    | إسبانيا |
| ----------------------------------------------------- | ------ | ------- |
| Raposo 47' · أوغستينا ألبرتاريو 57' · Barrionuevo 59' | Report |         |

| South Pitch الحكام: Ayanna McClean (TTO) Aleisha Neumann (AUS) |

| 26 يوليو 2021 20:45 v |

| اليابان    | 1–2    | نيوزيلندا             |
| ---------- | ------ | --------------------- |
| Oikawa 18' | Report | Merry 26' · Ralph 29' |

| North Pitch الحكام: Irene Presenqui (ARG) Annelize Rostron (RSA) |

| 28 يوليو 2021 11:45 v |

| نيوزيلندا      | 1–2    | إسبانيا                 |
| -------------- | ------ | ----------------------- |
| كيلسي سميث 35' | Report | Iglesias 8' · Riera 22' |

| North Pitch الحكام: Carolina de la Fuente (ARG) Michelle Meister (GER) |

| 28 يوليو 2021 18:30 v |

| اليابان | 0–1    | أستراليا           |
| ------- | ------ | ------------------ |
|         | Report | M. Fitzpatrick 33' |

| North Pitch الحكام: Maggie Giddens (USA) Liu Xiaoying (CHN) |

| 28 يوليو 2021 19:00 v |

| الأرجنتين                         | 3–2    | الصين               |
| --------------------------------- | ------ | ------------------- |
| Gorzelany 18'، 24' · Jankunas 54' | Report | Li H. 52' · Liu 56' |

| South Pitch الحكام: Annelize Rostron (RSA) Emi Yamada (JPN) |

| 29 يوليو 2021 18:30 v |

| إسبانيا                         | 2–0    | الصين |
| ------------------------------- | ------ | ----- |
| بياتريس بيريز 4' · Bonastre 19' | Report |       |

| North Pitch الحكام: Michelle Meister (GER) Irene Presenqui (ARG) |

| 29 يوليو 2021 20:45 v |

| اليابان  | 1–2    | الأرجنتين                       |
| -------- | ------ | ------------------------------- |
| Mori 19' | Report | Gorzelany 10' · M. Granatto 45' |

| North Pitch الحكام: Kelly Hudson (NZL) Ayanna McClean (TTO) |

| 29 يوليو 2021 21:15 v |

| نيوزيلندا | 0–1    | أستراليا        |
| --------- | ------ | --------------- |
|           | Report | إميلي سميث ‏ 34' |

| South Pitch الحكام: Sarah Wilson (GBR) Laurine Delforge (BEL) |

| 31 يوليو 2021 09:30 v |

| الصين                              | 3–2    | نيوزيلندا                |
| ---------------------------------- | ------ | ------------------------ |
| Liu 24' · تشن يانغ 37' · Liang 54' | Report | Gunson 20' · Keddell 45' |

| North Pitch الحكام: Laurine Delforge (BEL) Ayanna McClean (TTO) |

| 31 يوليو 2021 10:00 v |

| اليابان | 1–4    | إسبانيا                                                   |
| ------- | ------ | --------------------------------------------------------- |
| Mori 6' | Report | Barrios 25' · García Grau 38' · Mejías 55' · Bonastre 57' |

| South Pitch الحكام: Sarah Wilson (GBR) Maggie Giddens (USA) |

| 31 يوليو 2021 11:45 v |

| الأرجنتين | 0–2    | أستراليا                             |
| --------- | ------ | ------------------------------------ |
|           | Report | S. Fitzpatrick 49' · إميلي سميث ‏ 59' |

| North Pitch الحكام: Michelle Meister (GER) Michelle Joubert (RSA) |

## مرحلة خروج المغلوب

### الأقواس
|  | ربع النهائي           | ربع النهائي     |                 |       | نصف النهائي               | نصف النهائي               |  |  | مبارة الميدالية الذهبية | مبارة الميدالية الذهبية |
|  |                       |                 |                 |       |                           |                           |  |  |                         |                         |
|  | 2 أغسطس               |                 |                 |       |                           |                           |  |  |                         |                         |
|  |                       |                 |                 |       |                           |                           |  |  |                         |                         |
|  | هولندا                | 3               |                 |       |                           |                           |  |  |                         |                         |
|  | هولندا                | 3               | 4 أغسطس         |       |                           |                           |  |  |                         |                         |
|  | نيوزيلندا             | 0               |                 |       |                           |                           |  |  |                         |                         |
|  | نيوزيلندا             | 0               | هولندا          | 5     |                           |                           |  |  |                         |                         |
|  | 2 أغسطس               |                 | هولندا          | 5     |                           |                           |  |  |                         |                         |
|  |                       | بريطانيا العظمى | 1               |       |                           |                           |  |  |                         |                         |
|  | إسبانيا               | بريطانيا العظمى | 1               | 2 (0) |                           |                           |  |  |                         |                         |
|  | إسبانيا               |                 | 6 أغسطس         | 2 (0) |                           |                           |  |  |                         |                         |
|  | بريطانيا العظمى (ض.ت) | 2 (2)           |                 |       |                           |                           |  |  |                         |                         |
|  | بريطانيا العظمى (ض.ت) | 2 (2)           | هولندا          | 3     |                           |                           |  |  |                         |                         |
|  | 2 أغسطس               |                 | هولندا          | 3     |                           |                           |  |  |                         |                         |
|  |                       | الأرجنتين       | 1               |       |                           |                           |  |  |                         |                         |
|  | ألمانيا               | الأرجنتين       | 1               | 0     |                           |                           |  |  |                         |                         |
|  | ألمانيا               | 4 أغسطس         |                 | 0     |                           |                           |  |  |                         |                         |
|  | الأرجنتين             | 3               |                 |       |                           |                           |  |  |                         |                         |
|  | الأرجنتين             | 3               | الأرجنتين       | 2     |                           |                           |  |  |                         |                         |
|  | 2 أغسطس               |                 | الأرجنتين       | 2     |                           |                           |  |  |                         |                         |
|  |                       | الهند           | 1               |       | مبارة الميدالية البرونزية | مبارة الميدالية البرونزية |  |  |                         |                         |
|  | أستراليا              | الهند           | 1               | 0     | مبارة الميدالية البرونزية | مبارة الميدالية البرونزية |  |  |                         |                         |
|  | أستراليا              |                 | 6 أغسطس         | 0     |                           |                           |  |  |                         |                         |
|  | الهند                 | 1               |                 |       |                           |                           |  |  |                         |                         |
|  | الهند                 | 1               | بريطانيا العظمى | 4     |                           |                           |  |  |                         |                         |
|  |                       |                 |                 |       |                           |                           |  |  |                         |                         |
|  | الهند                 | 3               |                 |       |                           |                           |  |  |                         |                         |
|  | الهند                 | 3               |                 |       |                           |                           |  |  |                         |                         |

### ربع النهائي
| 2 أغسطس 2021 09:30 v |

| ألمانيا | 0–3   | الأرجنتين                                             |
| ------- | ----- | ----------------------------------------------------- |
|         | تقرير | أوغستينا ألبرتاريو 27' · V. Granatto 29' · Raposo 52' |

| الحكام: Laurine Delforge (BEL) Amber Church (NZL) |

| 2 أغسطس 2021 12:00 v |

| أستراليا | 0–1   | الهند      |
| -------- | ----- | ---------- |
|          | تقرير | Gurjit 22' |

| الحكام: Carolina de la Fuente (ARG) Irene Presenqui (ARG) |

| 2 أغسطس 2021 18:30 v |

| هولندا                                         | 3–0   | نيوزيلندا |
| ---------------------------------------------- | ----- | --------- |
| ليدفاي فيلتن 7' · فريدريك ماتلا 21' · Stam 37' | تقرير |           |

| الحكام: Michelle Meister (GER) Michelle Joubert (RSA) |

| 2 أغسطس 2021 21:00 v |

| إسبانيا                                     | 2–2   | بريطانيا العظمى             |
| ------------------------------------------- | ----- | --------------------------- |
| Iglesias 20' · Bonastre 51'                 | تقرير | Martin 17' · Balsdon 37'    |
| ض.ت                                         |       |                             |
| Ycart · García Grau · Oliva · بياتريس بيريز | 0–2   | Toman · Martin · سارة جونز ‏ |

| الحكام: Aleisha Neumann (AUS) Annelize Rostron (RSA) |

### نصف النهائي
| 4 أغسطس 2021 10:30 v |

| هولندا                                                                       | 5–1   | بريطانيا العظمى |
| ---------------------------------------------------------------------------- | ----- | --------------- |
| فيليس ألبرز 19'، 38' · مارلوس كيتيلس 18' · Verschoor 32' · فريدريك ماتلا 49' | تقرير | غيزيل أنسلي 41' |

| الحكام: Michelle Joubert (RSA) Laurine Delforge (BEL) |

| 4 أغسطس 2021 19:00 v |

| الأرجنتين            | 2–1   | الهند     |
| -------------------- | ----- | --------- |
| Barrionuevo 18'، 37' | تقرير | Gurjit 2' |

| الحكام: Amber Church (NZL) Sarah Wilson (GBR) |

### مباراة الميدالية البرونزية
| 6 أغسطس 2021 10:30 v |

| بريطانيا العظمى                                            | 4–3   | الهند                         |
| ---------------------------------------------------------- | ----- | ----------------------------- |
| Rayer 16' · سارة روبرتسون 24' · هولي ويب 35' · Balsdon 48' | تقرير | Gurjit 25'، 26' · Vandana 29' |

| الحكام: Michelle Joubert (RSA) Michelle Meister (GER) |

### مباراة الميدالية الذهبية
| 6 أغسطس 2021 19:00 v |

| هولندا                                       | 3–1   | الأرجنتين      |
| -------------------------------------------- | ----- | -------------- |
| مارخو فان خيفين 23' · Van Maasakker 26'، 29' | تقرير | Gorzelany 30+' |

| الحكام: Laurine Delforge (BEL) Sarah Wilson (GBR) |

## الهدافين
عدد الأهداف المُسجلة  142 هدفًا  في 38 مباراة، بمتوسط 3.74 هدفًا في المباراة الواحدة.
9 أهداف
- فريدريك ماتلا

6 أهداف
- فيليس ألبرز

5 أهداف
- إميلي سميث  [لغات أخرى]‏

4 أهداف
- Agustina Gorzelany
- ليزا هان
- Hannah Martin
- Gurjit Kaur
- Vandana Katariya

3 أهداف
- Noel Barrionuevo
- Grace Balsdon
- Elena Rayer
- Caia van Maasakker
- Berta Bonastre

هدفان
- أوغستينا ألبرتاريو
- Valentina Raposo
- Ambrosia Malone
- غريس ستيوارت
- Gu Bingfeng
- Liang Meiyu
- Liu Meng
- آن شرودر
- Sonja Zimmermann
- Kanon Mori
- مارخو فان خيفين
- مارلوس كيتيلس
- Maria Verschoor
- ليدفاي فيلتن
- Hope Ralph
- كيلسي سميث
- Belén Iglesias
- بياتريس بيريز

هدف
- María José Granatto
- Victoria Granatto
- Julieta Jankunas
- Savannah Fitzpatrick
- Madison Fitzpatrick
- ستيفاني كيرشاو
- Brooke Peris
- تشن يانغ
- Li Hong
- Zhang Ying
- Franzisca Hauke
- Viktoria Huse
- Nike Lorenz
- Cécile Pieper
- Charlotte Stapenhorst
- غيزيل أنسلي
- سارة جونز  [لغات أخرى]‏
- ليلي أوسلي
- هولي ويب
- سارة روبرتسون
- Anna Toman
- Susannah Townsend
- لورا أونسورث
- Sharmila Devi
- Neha Goyal
- Navneet Kaur
- Rani Rampal
- Hannah McLoughlin
- Elena Tice
- Sarah Torrans
- Róisín Upton
- Hazuki Nagai
- Yuri Nagai
- Kana Nomura
- Shihori Oikawa
- لوريان لورينك
- Malou Pheninckx
- Lauren Stam
- Ella Gunson
- Rose Keddell
- Olivia Merry
- Holly Pearson
- Tarryn Glasby
- Erin Hunter
- Marizen Marais
- Toni Marks
- Nicole Walraven
- Laura Barrios
- Begoña García Grau
- Candela Mejías
- Lola Riera

مصدر: طوكيو2020 و FIH

## الترتيب النهائي
وفقًا للمعايير الإحصائية في هوكي الحقل، تُحسب المباريات التي يتم تحديدها في الوقت الأصلي من المبارة على أنها انتصارات وخسائر، بينما تُحسب المباريات التي يتم تحديدها بواسطة ركلات الترجيح على أنها تعادلات.
| م  | الفريق          | لعب | ف | ت | خ | أ.له | أ.ع | أ.ف | نقاط | الترتيب                |
| -- | --------------- | --- | - | - | - | ---- | --- | --- | ---- | ---------------------- |
| 1  | هولندا          | 8   | 8 | 0 | 0 | 29   | 4   | +25 | 24   | ميدالية ذهبية          |
| 2  | الأرجنتين       | 8   | 5 | 0 | 3 | 14   | 12  | +2  | 15   | ميدالية فضية           |
| 3  | بريطانيا العظمى | 8   | 4 | 1 | 3 | 18   | 15  | +3  | 13   | ميدالية برونزية        |
| 4  | الهند           | 8   | 3 | 0 | 5 | 12   | 20  | −8  | 9    | مركز رابع              |
|    |                 |     |   |   |   |      |     |     |      |                        |
| 5  | أستراليا        | 6   | 5 | 0 | 1 | 13   | 2   | +11 | 15   | خرج من ربع النهائي     |
| 6  | ألمانيا         | 6   | 4 | 0 | 2 | 13   | 10  | +3  | 12   | خرج من ربع النهائي     |
| 7  | إسبانيا         | 6   | 3 | 1 | 2 | 11   | 10  | +1  | 10   | خرج من ربع النهائي     |
| 8  | نيوزيلندا       | 6   | 2 | 0 | 4 | 8    | 10  | −2  | 6    | خرج من ربع النهائي     |
|    |                 |     |   |   |   |      |     |     |      |                        |
| 9  | الصين           | 5   | 2 | 0 | 3 | 9    | 16  | −7  | 6    | خرج من مرحلة المجموعات |
| 10 | جمهورية أيرلندا | 5   | 1 | 0 | 4 | 4    | 11  | −7  | 3    | خرج من مرحلة المجموعات |
| 11 | اليابان (H)     | 5   | 0 | 0 | 5 | 6    | 13  | −7  | 0    | خرج من مرحلة المجموعات |
| 12 | جنوب إفريقيا    | 5   | 0 | 0 | 5 | 5    | 19  | −14 | 0    | خرج من مرحلة المجموعات |